# Нецидова, Симона
Симона Нецидова (чеш. Simona Necidová; 20 января 1994, Прага) — чешская футболистка, нападающая пражской «Славии» и сборной Чехии.

## Карьера
В детстве Симона занималась лёгкой атлетикой, теннисом и гандболом, но в итоге выбрала футбол, как и её старший брат Томаш Нецид.
Вместе с пражской «Славией» в сезоне 2014/15 выиграла национальный чемпионат, дошла до финала Кубка. 12 ноября 2015 года забила свой первый гол в Лиге чемпионов, который стал решающим в противостоянии 1/8 финала с российской «Звездой-2005».
Симона привлекалась к играм юношеской сборной Чехии (игроки до 17 лет), входит в состав первой сборной страны. На летней Универсиаде 2015 года в Кванджу приняла участие во всех шести встречах своей сборной на турнире, отметилась голом в ворота сборной Ирландии.

## Достижения

### Командные
Как игрока студенческой сборной Чехии:
- Универсиады:
  - Участник: 2015

Как игрока пражской «Славии»:
- Чемпионат Чехии:
  - Чемпион: 2014/15, 2015/16
- Кубок Чехии:
  - Победитель: 2015/16
  - Финалист: 2014/15